# NYSE ARCA Tech 100 Index
NYSE ARCA Tech 100 Index — американский фондовый индекс. Индекс рассчитывается на NYSE, однако в него включаются компании, чьи акции и ADR котируются и на других американских биржах. В индекс включаются инновационные компании из различных отраслей: производство компьютерного оборудования, ПО, полупроводников, телекоммуникационного и медицинского оборудования, биотехнологии, оборонная и аэрокосмическая промышленность

## История
NYSE ARCA Tech 100 Index является одним из старейших технологических индексов. Его история начинается в 1982 году. Инициатором учреждения индекса выступила Тихоокеанская биржа.